# Scheloribates pacificus
Scheloribates pacificus är en kvalsterart som först beskrevs av Sellnick 1959.  Scheloribates pacificus ingår i släktet Scheloribates och familjen Scheloribatidae. Inga underarter finns listade i Catalogue of Life.